# Камышевка (Челябинская область)
Камышевка — деревня в Аргаяшском районе Челябинской области. Административный центр Камышевского сельского поселения.

## География
Деревня находится на берегу реки Зюзелка, на расстоянии 20 км к юго-востоку от села Аргаяш, административного центра района.

### Часовой пояс
Деревня Камышевка, как и вся Челябинская область, находится в часовой зоне МСК+2. Смещение применяемого времени относительно UTC составляет +5:00.

## Население
| 2002 | 2010 |
| ---- | ---- |
| 818  | ↗901 |

### Половой состав
По данным Всероссийской переписи, в 2010 году численность населения деревни составляла 901 человек (410 мужчин и 491 женщина).

## Улицы
| - ул. Береговая, - ул. Берёзовая, - ул. Восточная, - ул. Дружбы, - ул. Западная, - ул. Зелёная, - ул. Лесная, - ул. Луговая, - ул. Малиновая, | - ул. Матвеева, - ул. Мира, - ул. Молодёжная, - ул. Новая, - ул. Полевая, - ул. Рабочая, - ул. Радужная, - ул. Российская, - ул. Садовая, | - ул. Салавата Юлаева, - ул. Солнечная, - ул. Северная, - ул. Советская, - ул. Труда, - ул. Уральская, - ул. Целинная, - ул. Центральная, - ул. Южная. |

## Интересные факты
В 2019 году деревню оккупировали мухи. Причиной нашествия мух стала деятельность местной птицефабрики, которая нарушила санитарные нормы по утилизации куриного помёта в летнее время.